# Scoff
«Scoff» es una canción del grupo musical estadounidense de rock Nirvana. Es la octava canción incluida en el álbum de estudio debut de 1989, titulado Bleach. La canción fue escrita por Kurt Cobain (que aparece en los créditos como Kurdt Kobain).
La canción habla sobre los padres de Kurt, que pensaban que las aspiraciones musicales de su hijo eran inútiles.

## Otras versiones
- Una versión de un ensayo de 1988 en la casa de la madre del bajista Krist Novoselic aparece en el DVD de With the Lights Out.